# Hirnyk (Doněcká oblast)
Hirnyk (ukrajinsky Гірник, rusky Горняк) je město v Doněcké oblasti na Ukrajině. K roku 2014 měl zhruba 11,5 tisíce obyvatel.

## Poloha
Hirnyk leží blízko pravého břehu Vovči, přítoku Samary v povodí Dněpru. Ze správního hlediska je podřazený městu Selydove, které leží přibližně čtrnáct kilometrů severně. Od Doněcku, správního střediska oblasti, je vzdálen přibližně 45 kilometrů západně.

## Historie
Hirnyk byl založen v roce 1938 jako hornické sídlo s jménem Sozhorodok (Соцгородок). Městem je od roku 1958.